# Pierre Bovet
Pierre Bovet (Grandchamp, Boudry, 5 de juny de 1878 - Neuchâtel, 2 de desembre de 1965) va ser un psicòleg, pedagog i esperantista suís.

## Biografia

### Joventut
Pierre Bovet era fill de Felix Bovet (1824-1903), home culte i religiós, amic de Ferdinand Buisson. La familia Bovet regentava un orfanat a Grandchamp, on Felix ensenyava religió i espiritualitat. També va escriure una Història Universal de la Pedagogia que va ser traduïda a moltes llengües. El seu fill continuaria aquesta tasca pedagògica i assoliria un gran reconeixement internacional. Així, Pierre Bovet va estudiar literatura filosofia a la universitat de Lausanne i després a l'escola d'estudis superiors de París. La seva tesi de doctorat es titulava Le Dieu de Platon d'après la chronologie des dialogues (1902). Després va ser professor de filosofia d'institut i també a la universitat de Neuchâtel, on va ocupar la càtedra que havia deixat lliure Ferdinand Buisson.

### Ginebra
Posteriorment marxarà a Ginebra. Amb la voluntat d'aplicar criteris científics a l'estudi de la psicologia, seguint la línia iniciada per Théodore Flournoy. Amb Édouard Claparède i Adolphe Ferrière va fundar l'Institut des Sciences de l'Education Jean-Jacques Rousseau i en va ser director fins al 1924. Bovet va ser el primer a emprar el terme escola activa per designar l'escola nova. Compaginava aquesta tasca amb l'estudi de lletres a la Universitat de Lausanne i la feina de professor de Ciències de l'Educació a la Universitat de Basilea, així com la redacció de les revistes Intermediaires des Educateurs i L'Educateur, col·laboracions a l'Année Psichologique i les classes a la universitat de Ginebra.
Va deixar l'institut Jean-Jacques Rousseau per fundar, també amb Adolphe Ferrière i Edouard Claparède el 1925 el Bureau International d'Education (BIE), molt centrat en la promoció de la pau i també en va ser el primer director. Amb el lema 'la pau per l'escola' el 1927 va tenir lloc el primer congrés d'aquesta organització, a Praga. Hi van assistir més de 400 assistents i la llengua principal va ser l'esperanto. Els mesos abans de la celebració del congrés, la seva secrètaria, que era la també esperantista Henriette Ith-Wille, va ensenyar aquesta llengua als futurs assistents al congrés per tal de facilitar la comunicació i l'organització de l'esdeveniment. Hi van participar més de 20 entitats educatives i pacifistes. Aquesta conferència se segueix celebrant en l'actualitat, coorganitzada amb la UNESCO els anys parells.

### Esperantista
Pierre Bovet va ser un gran promotor de la llengua auxiliar internacional esperanto. Mitjançant aquest idioma va fer molts contactes internacionals. Així, per la intermediació d'Edmond Privat, que era quàquer i esperantista com ell, va conèixer Gandhi durant un viatge a l'Índia el 1938. Bovet també era amic de Jaume Grau Casas, a qui va enviar ajut diverses vegades en forma d'aliments, llibres i diners, quan l'esperantista i poeta català era als camps de concentració francesos. Als seus diaris d'aquella època Jaume Grau explica que sense l'ajunt d'amics esperantistes com Pierre Bovet no hagués sobreviscut aquelles dures condicions de vida. Gràcies a l'esperanto, Pierre Bovet també va ser amic del mestre republicà espanyol Sidonio Pintado.
La majoria dels seus escrits Pierre Bovet els va publicar en francès i van arribar a l'estat espanyol per mitjà de la traducció al castellà de Domingo Barnés. Tanmateix, en esperanto va publicar diverses obres de psicologia i pedagogia, com Psikanalizo kaj edukado (1925, que es va traduir al polonès). Juntament amb Henriette Ith, va publicar Enketo pri Internacia Helplingvo el 1948.

### Influències
Pierre Bovet va ser també amic del pedagog Jean Piaget, qui parlava de Pierre Bovet com una de les seves més grans influències. També va ser amic del pacifista Pierre Céresole. Pel que fa a la seva concepció de la pedagogia, els seus mètodes innovadors no es basaven en un llibre de text concret, sinó que encoratjava als alumnes a anar a cercar la informació a diccionaris, enciclopèdies i altres materials. Amb l'objectiu i la voluntat de fomentar les capacitats dels infants, a més de l'esperanto Bovet es va interessar també pel moviment escolta. Així, va traduir al francès el llibre Scouting for boys de Robert Baden-Powelli el 1921 va publicar un llibret titulat Le génie de Baden-Powell, apropant així la principal figura del moviment escolta al públic francòfon.
El seu fill Daniel Bovet (1907-1992) va rebre el Premi Nobel de medicina el 1957.

## Obres
- Vingt ans de vie (1912-13)
- L'instinct combatif (1917)
- Le génie de Baden-Powell (1921)
- L'Espéranto à l'ecole (1922)
- Le sentiment religieux et la psychologie de l'enfant (1925)
- Psikanalizo kaj edukado (1925)
- L'instinct combatif (1928)
- Enketo pri Internacia Helplingvo (amb Henriette Ith, 1948)